# Xã Tywappity, Quận Scott, Missouri
Xã Tywappity (tiếng Anh: Tywappity Township) là một xã thuộc quận Scott, tiểu bang Missouri, Hoa Kỳ. Năm 2010, dân số của xã này là 393 người.